# Tezze (Grigno)
Tezze di Grigno, è una frazione del comune di Grigno in Provincia autonoma di Trento. Fino alla fine della prima guerra mondiale segnava il confine tra il Regno d'Italia e l'Impero austro-ungarico.
Nel suo territorio è presente la stazione ferroviaria della Ferrovia Trento-Venezia.

## Monumenti e luoghi d'interesse

### Architetture religiose
- Chiesa di Sant'Antonio di Padova.